# پاول ارلیش
پاول ارلیش (به آلمانی: Paul Ehrlich) (زاده ۱۴ مارس ۱۸۵۴ – درگذشته ۲۰ اوت ۱۹۱۵) زیست‌شناس آلمانی و برنده جایزه نوبل فیزیولوژی و پزشکی در سال ۱۹۰۸ به‌خاطر مطالعه دستگاه ایمنی بود.

## زندگی
پاول ارلیش در سالِ ۱۸۵۴ در شهرکِ اشترهلن در نزدیکی شهرِ برسلاو واقع در استان نیدر شلزین که امروزه جزوِ لهستان است، در یک خانواده یهودی به دنیا آمد. پاول از سالِ ۱۸۶۴تا ۱۸۷۲ به دبیرستان ماریا ماگدالنا که از دبیرستانهایِ پرسابقه و خوبِ شهرِ برسلاو بود، رفت. این دبیرستان در سال ۱۲۶۷ برای تدریس لاتین بنیاد گشته بود و از سال ۱۶۴۳ مضامین دیگر نیز در آن تدریس می‌گشت. پس از پایانِ دورانِ دبیرستان پاول در شهرهایِ برسلاو و استراسبورگ به تحصیلِ در رشته پزشکی پرداخت و در سالِ ۱۸۷۸ در شهرِ لایپزیگ دکترایِ خود را نوشت. او دارایِ پژوهش‌ها و مطالعاتی در رشته‌هایِ گوناگونِ پزشکی بود که برخی از آن‌ها حتی تا به امروز هم موردِ استناد قرار می‌گیرند. در بیست و چهارمِ ماهِ مارسِ سالِ ۱۸۸۲ هنگامیکه روبرت کخ در موردِ میکروبِ بیماریِ سل در برلین سخنرانی می‌کرد و اینکه چگونه موفق به کشفِ آن شده، پاول ارلیش نیز در آنجا حضور داشت. او همیشه از این سخنرانی به عنوان یک پدیده بزرگ در زندگی‌اش یاد می‌کرد. درست یکروز پس از این سخنرانی بود که ارلیش روشِ کاربردِ رنگ‌ها در پژوهش‌هایش را بهینه کرد. کخ نیز این کارِ او را دنبال نموده و روش او را تأیید نمود. از این گاه به بعد ایندو مرد دوستانِ خوبی برایِ هم گشتند.
در سالِ ۱۸۸۳ پاول با دخترِ یک کارخانه دار ازدواج کرد و به گونه کم سابقه‌ای برایِ آنزمان به تساوی حقوقِ میان خود و همسرش اهمیتِ زیادی می‌داد.
در سالِ ۱۸۹۰ ارلیش به درخواستِ کخ بخش سل بیمارستانِ دولتی موآبیت را به عهده گرفت و پژوهش‌هایی بر رویِ توبرکولین که توسطِ کخ برای پیشگیری از گسترشِ بیماریِ سل در بیمار ساخته شده بود پرداخت. توبرکولین دارویِ موفقی از آب در نیامد اما ارلیش پشتیبانیِ خود را از خوب شناختنِ این دارو هیچگاه قطع نکرد.
۱۸۹۱ کخ، ارلیش را به بیمارستان و انستیتویِ تازه تأسیس برایِ بیماری‌هایِ عفونی آورد و در آنجا حقوقش را زیاد نکرد ولی دسترسی به کلیه آزمایش‌ها و آزمایشگاه‌ها و بیماران و حیواناتِ آزمایشی و داروها را برایش میسر نمود. ارلیش تا پایانِ عمر سپاسگزارِ اینکارِ کخ بود.
در سالِ ۱۸۹۹ پاول ارلیش از راهِ گوتینگن و برلین به فرانکفورت رفت تا در آنجا مدیریتِ انستیتویِ پژوهش و آزمایشِ سرم را به عهده بگیرد. جایی که امروزه به نامِ انستیتویِ پاول ارلیش مشهور است.
سالِ ۱۹۰۴ مقامِ پروفسوری با حقوقِ بالا را در گوتینگن بدست آورد و در سالِ ۱۹۰۶ مرکزِ پژوهش و تحقیقاتِ پزشکیِ گئورگ اشپایر که توسطِ همسرش فرانسیسکا اشپایر بنیاد و اهدا گشت و این موقعیّت را برایِ ارلیش پیش آورد که مدیریتِ آن را به عهده بگیرد. در اینجا بود که ارلیش روش‌هایِ شیمی درمانیِ خود را عرضه نمود.
پاول ارلیش ولی بیشتر به سببِ کارها و پژوهش‌هایش در زمینه آسیب‌شناسی و سیستم‌هایِ ایمنی شناخته شده‌است. برایِ این کارهایش پاول ارلیش در سالِ ۱۹۰۸ جایزه نوبل را دریافت نمود.
در سالِ ۱۹۱۴ ارلیش که از منتقدینِ سرسختِ کلاس‌هایِ درسی به شیوه آنزمان بود، مقامِ استادیِ رشته داروشناسی دانشگاهِ آن‌زمان تازه تأسیسِ فرانکفورت، معروف به دانشگاه گوتهٔ فرانکفورت، به دست آورد.
آنزمان شهردارِ فرانکفورت فرانتس آدیکس کوششِ فراوان می‌کرد که موسسات و انستیتوهایِ علمی و فرهنگی جایِ خود را در این شهر بیابند و به این شهر راه گشایند. بخاطرِ همین هم پیوسته در فکر آن بود که بدین منظور تسهیلاتی فراهم کند تا علاقه‌مندان تشویق به فرود آمدن در شهر فرانکفورت گردند.
به هر روی ارلیش در دانشگاه آنجا بود که توانست جلویِ ادغامِ مرکزِ پژوهش‌هایِ پزشکیِ اشپایر را در دانشگاه فرانکفورت بگیرد تا این مرکزِ پژوهش بتواند مستقلاً به کارِ خود ادامه دهد.
پزشکانِ متخصصِ سرطان او را از رویِ تشخیص‌هایش در موردِ غده‌های سرطانی که در صورتِ معالجه نگشتن پیوسته بزرگتر و بدخیم تر می‌شوند، می‌شناسند و نیز اینکه او نخستین کسی بود که کوشش نمود سیستمهایِ ایمنی بدن را در برابرِ رشدِ غده‌هایِ سرطانی بسیج کند، امری که امروزه دورانِ رنسانسِ خود را تجربه می‌کند و اگر به نتیجه برسد، نامِ ارلیش را به عنوانِ یکی از کاوشگرانِ اصلیِ این زمینه، دوباره مطرح خواهد کرد.
ارلیش به همراهِ سالوارسان نخستین دارویِ مبارزه با رشدِ سرطان را ساختند. این دارو چندان مؤثر نبود ولی نه خودِ دارو بلکه اندیشه ساختِ چنین داروئی او را مبدل به یکی از بنیان‌گذارانِ داروسازی نوین می‌نماید.
ارلیش به جز با انستیتو پاستور، رابطه بسیار خوبی با مؤسسات و همکاران خارجی خود داشت. برخی از آن‌ها حتی زمانی نزدِ او و در آزمایشگاه‌های او کار می‌کردند.
از جمله آن‌ها می‌توان هنری ه. دِیل برنده جایزه نوبل فیزیولوژی و پزشکی و پل کارِر برنده جایزه نوبل شیمی را برشمرد.
هنگامِ جنگِ جهانیِ اول، ارلیش به همراه ۹۲ هنرمند و دانشمندِ دیگر بیانیه‌ای را امضا نمود که در آن تبلیغات دروغی که بر ضدِّ آلمان گفته می‌شد را محکوم می‌کرد. با امضاِ این بیانیه او در سطحِ بین‌المللی شگفتی و خشمِ زیادی را علیهِ خود برانگیخت.
پاول ارلیش بر اثرِ بیماری‌هایی که خودِ او در موردشان پژوهش کرده و در آن رشته‌ها طبابت می‌کرد یعنی سرطان و بیماری‌هایِ عفونی نمرد بلکه او بر اثرِ حمله قلبی که به او در یکی از کلینیک‌هایِ درمانی در باد هومبورگ دست داد، زندگی را بدرود گفت. پاول ارلیش به سیگار وابسته بود و روزانه بیش از بیست سیگار می‌کشید.
در روزِ هفدهمِ اوتِ سالِ ۱۹۱۵ به سکته قلبی دچار گردید و سه روزِ بعد در بیستمِ همان ماه درگذشت. ویلهلمِ دوم قیصر آلمان در تلگرام تسلیتی که برایِ مجلسِ خاکسپاریِ او فرستاد چنین نوشت: من درگذشتِ چنین پزشک و دانشمندی که به خاطرِ کارهایِ خارق‌العاده اش خود را برای جهانیان فعلی و آیندگان گرامی داشته و ایشان را سپاس‌گزار خود می‌دارد، به تمامی جهان دانش و علم تسلیت گفته و به همراه آنان به سوگش می‌نشینم.
پاول ارلیش در گورستان یهودیان شهرِ فرانکفورت به خاک سپرده شد.
با مرگِ پاول ارلیش در روزِ بیستم اوتِ سالِ ۱۹۱۵ که یکی از آخرین پزشکانی بود که در زمینه‌هایِ گوناگونِ پزشکی کار آیی داشتند، دورانِ چند آگاهی یا چند رشته‌شناسی در دانش پزشکی به پایان رسید و دوران تخصص آغاز گردید. این دورانِ چند رشته‌شناسی را که از نیمه دومِ سده نوزده آغاز گردیده و به پیشرفت‌هایِ زیاد و پر ارجی نیز دست یافته بود، در کنارِ وجودِ اشخاصی مانندِ روبرت کخ، پاستور و…. همچنین به صلح و تمولی که در اروپایِ آن هنگام بدست آمده بود، بستگی داشت.